# Foothills (circonscription fédérale)
Circonscription électorale fédérale du Canada
Foothills est une circonscription électorale fédérale canadienne de l'Alberta, située dans le sud-ouest de la province. Elle comprend en gros tout le territoire albertain sité au sud de Calgary et à l'ouest de Lethbridge. Elle borde au sud-ouest la frontière de la Colombie-Britannique et au sud la frontière de l'état américain du Montana.
Les circonscriptions limitrophes sont
- au nord-est : Yellowhead
- au nord : Calgary Heritage, Calgary Midnapore et Calgary Shepard
- au nord-est : Bow River
- à l'est : Lethbridge
- au sud-est : Medicine Hat—Cardston—Warner.

Lors de la création de la circonscription en 2013, celle-ci comprenait le sud-ouest de l'Alberta, incluant
- la communauté de Kananaskis,
- la municipalité spécialisée de Corwsnest Pass,
- les districts municipaux de Pincher Creek No 9, Ranchland No 66 et de Willow Creek No 26,
- les bourgs de Alberta, High River, Okotoks, Black Diamond, Turner Valley, Stavely, Claresholm, Cowley, Pincher Creek et de  Fort Macleod,
- les villages de Glenwood et de Hill Spring,
- les réserves indiennes de Piikani 147 et de Tsuu T'ina 145 ainsi que le parc national des Lacs-Waterton.

Lors du redécoupage électoral de 2022, la circonscription s'agrandit à l'est aux dépens de Medicine Hat—Cardston—Warner et de Bow River, mais elle perd une partie de son territoire au nord au profit de Yellowhead.

## Députés de la circonscription
| Législature | Années       | Député | Député      | Parti        |
| ----------- | ------------ | ------ | ----------- | ------------ |
| 42e         | 2015-2019    |        | John Barlow | Conservateur |
| 43e         | 2019–2021    |        | John Barlow | Conservateur |
| 44e         | 2021–Présent |        | John Barlow | Conservateur |